# إيدي فيدير
إيدي جيروم فيدر (ولد إدوارد لويس سيفرسون الثالث ؛ 23 ديسمبر 1964) هو مغني وموسيقي وكاتب أغاني أمريكي اشتهر بأنه المغني الرئيسي وأحد عازفي الغيتار الأربعة في فرقة الروك بيرل جام. كما ظهر كمطرب ضيف في Temple of the Dog، وهي فرقة تكريم لمرة واحدة مخصصة للمغني الراحل أندرو وود.
يشتهر فيدر بصوته القوي. وقد احتل المرتبة السابعة في قائمة «أفضل المطربين الرائدين في كل العصور»، بناءً على استطلاع للرأي تم جمعه بواسطة رولينغ ستون.
في عام 2007، أصدر فيدير أول ألبوم منفرد له كموسيقى تصويرية لفيلم Into the Wild (2007). تم إصدار ألبومه الثاني، أغاني القيثارة، و DVD مباشر بعنوان Water on the Road في عام 2011. صدر ألبومه المنفرد الثالث Earthling في عام 2022.
في عام 2017، تم إدخال فيدير في قاعة مشاهير الروك آند رول كعضو في Pearl Jam.

## روابط خارجية
- Eddie Vedder على أول ميوزيك
- إيدي فيدير في قاعدة بيانات الأفلام على الإنترنت
- إيدي فيدير على موقع Charlie Rose